# مانگاراتیبا
مانگاراتیبا (به پرتغالی: Mangaratiba) یک منطقهٔ مسکونی در برزیل است که در ریو دو ژانیرو واقع شده‌است. مانگاراتیبا ۳۵۶٫۴۰۸ کیلومتر مربع مساحت و ۴۵٬۲۲۰ نفر جمعیت دارد و ۳۵۵ متر بالاتر از سطح دریا واقع شده‌است.